# Лало Шифрин
Борис Клаудио „Лало” Шифрин (шп. Boris Claudio "Lalo" Schifrin; Буенос Ајрес, 21. јун 1932 — Лос Анђелес, 26. јун 2025), познатији као Лало Шифрин, био је аргентински џез пијаниста, диригент и композитор првенствено познат по филмској музици. Аутор је музике за бројне америчке филмове, аранжер познатих џез радова. Више пута је освојио награду Греми и шестоструки је кандидат за Оскара.
Најпознатији је по раду на филмовима попут Булит (1968), Келијеви хероји (1970), У змајевом гнезду (1973), Четири мускетара (1974), Орао је слетео (1976), серијалу филмова Прљави Хари (1971) и серијама Немогућа мисија (1966), Старски и Хач, Маникс...

## Живот и каријера
Лало Шифрин је рођен у породици Јевреја, као син виолинисте Луиса Шифрина. Студирао је музику од 6. године, и рано се заинтересовао за џез. Почео је да студира социологију и право на Универзитету у Буенос Ајресу, али је са 20 година добио стипендију која му је омогућила да студира на Париском конзерваторијуму. Ноћу, Шифрин је радио као џез пијаниста у париским клубовима. Године 1955. представљао је Аргентину на џез фестивалу у Паризу.
По повратку у Аргентину, Шифрин је оформио џез оркестар, често се појављујући на аргентинској телевизији. Године 1956. упознао је Дизи Гилеспија и добио понуду да напише композицију за Гилеспи Биг Банд. Године 1960. у Њујорку, млади пијаниста се поново састаје са Гилеспијем, и Гилеспи му нуди празно место у свом квинтету. Године 1963. Шифрин је написао свој први музички рад за Холивуд и од тада је учествовао у стварању више од 100 филмова као композитор.
Најпознатија и најпрепознатљивија Шифринова тема је композиција за ТВ серију Немогућа мисија (1966), настала у комплексној промени тактова од 5/4, реткој за популарну музику.
Лало Шифрин има своју звезду на Холивудском булевару славних.

## Награде
Лало Шифрин 21 пут номинован за награду Греми и 4 пута је освојио, укључујући 4 номинације и 1 победу за музику за филм и телевизију у серији Немогућа мисија (1966).
Композитор је био номинован 6 пута за Оскара.